# Antares (ster)
Antares (alpha Scorpii) is de helderste ster (schijnbare magnitude 0,96) in het sterrenbeeld Schorpioen (Scorpius). Antares is een rode superreus mer spectraalklasse M1.5Iab en een van de helderste sterren aan de hemel.
De ster staat ook bekend als Cor Scorpii, Kalb al Akrab, het hart van de Schorpioen, en ook volgens Hugo de Groot als Vespertillio. De naam 'Antares' is eigenlijk 'Ant-Ares', de tegenhanger van Ares (Mars), op wie hij door zijn oranje-rode kleur lijkt.
De parallax van Antares laat zien dat de ster zo'n 554 lichtjaar van de Aarde af staat. Visueel is de lichtkracht van deze reuzenster zo'n 10.000 maal die van onze Zon, maar aangezien de ster een groot deel van zijn energie uitstraalt in het infrarode deel van het spectrum is de ware lichtkracht 65.000 maal die van onze eigen ster. Ondanks zijn gigantische afmetingen (groter dan de afstand van de Zon tot Jupiter) is de ster slechts 15 tot 18 maal zwaarder dan de Zon. Antares is erg ijl; de dichtheid in vergelijking met de Zon is 0,0000004 maal zo groot.
Antares is een (visuele) dubbelster. De hoofdster is rood, de begeleider lijkt groenachtig door het kleurcontrast. De begeleider heeft magnitude 5,2 en is moeilijk te zien door het sterke licht van de hoofdster.

## Occultaties
Antares staat iets meer dan 4 graden ten zuiden van de ecliptica, dat wil zeggen dat deze ster regelmatig bedekt wordt door de maan (een occultatie). Daarbij kan het gebeuren dat de veel lichtzwakkere begeleider van Antares, die ongeveer 3 boogseconden ervan verwijderd is, uiterst kortstondig zichtbaar is ten gevolge van de bedekking van de hoofdster. Het zichtbaar zijn van deze veel lichtzwakkere begeleider vindt plaats aan de nachtkant van de maan. Antares B is op deze manier op 13 april 1819 ontdekt door Johann Tobias Bürg. Dit werd echter niet geloofd  omdat dergelijke zeer nauwe dubbelsterren nog niet bekend waren en Antares B werd op 23 juli 1844 op conventionele wijze herontdekt door James William Grant.

## Messier 4

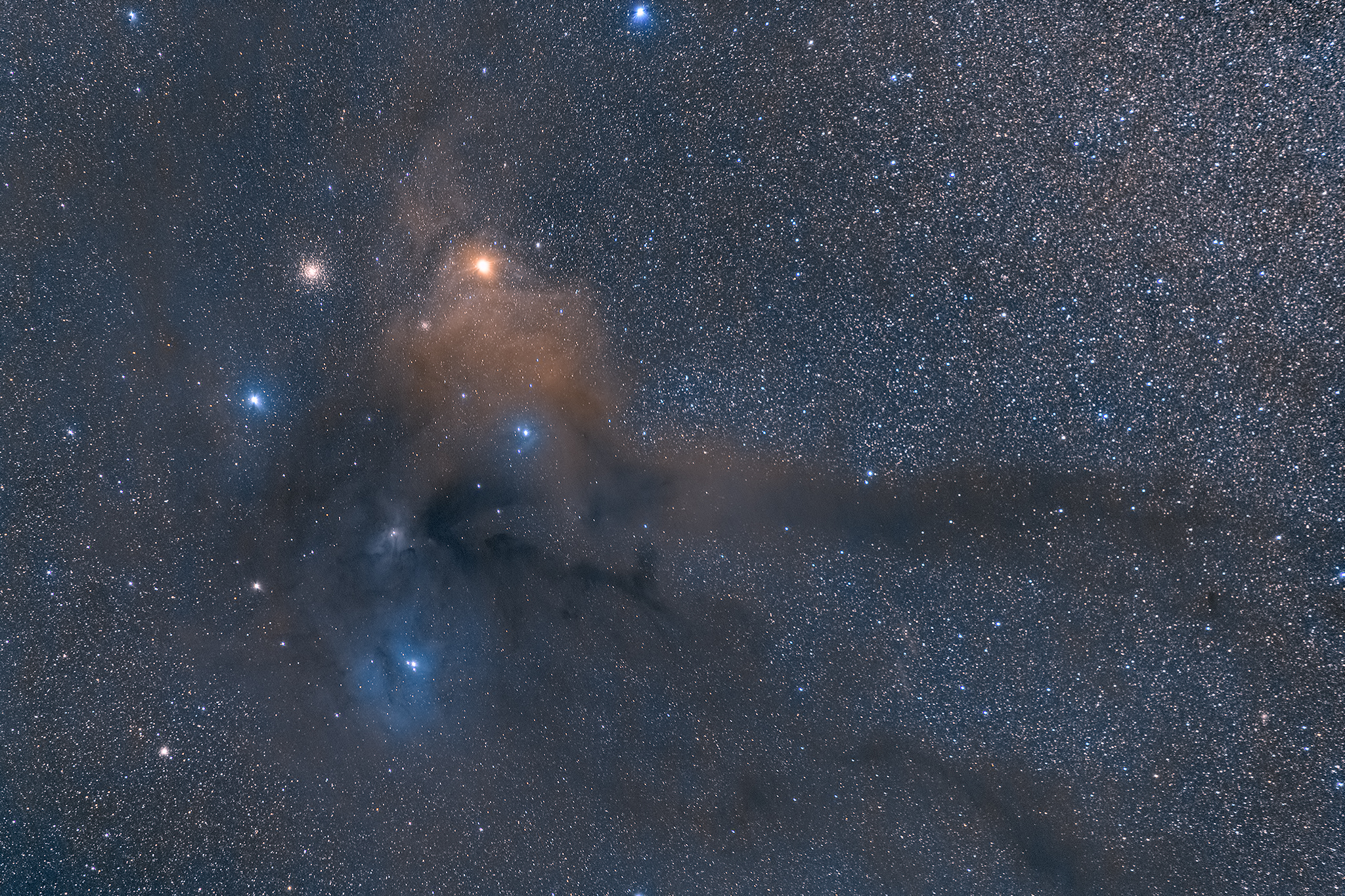
Antares (de helderste Oranje ster op de foto) en het rho Ophiuchi complex van donkere wolken. Links van Antares staat Messier 4.

Antares staat op slechts 1 graad oostelijk van de bolvormige sterrenhoop Messier 4 (NGC 6121). Door deze nauwe samenstand is het vrij gemakkelijk om deze sterrenhoop m.b.v. een amateurtelescoop op te sporen.

## Varia
De maanlander van Apollo 14 had als roepnaam Antares. Het moederschip heette Kitty Hawk.